# Армия свободной Сирии
Революционная армия коммандос (РАК) также известная как Новая сирийская армия (НСА) или Сирийская свободная армия (ССА) — сирийская оппозиционная фракция, которая контролирует территорию вблизи иордано-сирийской границы. Она была обучена армией США и размещена в Эт-Танфе.

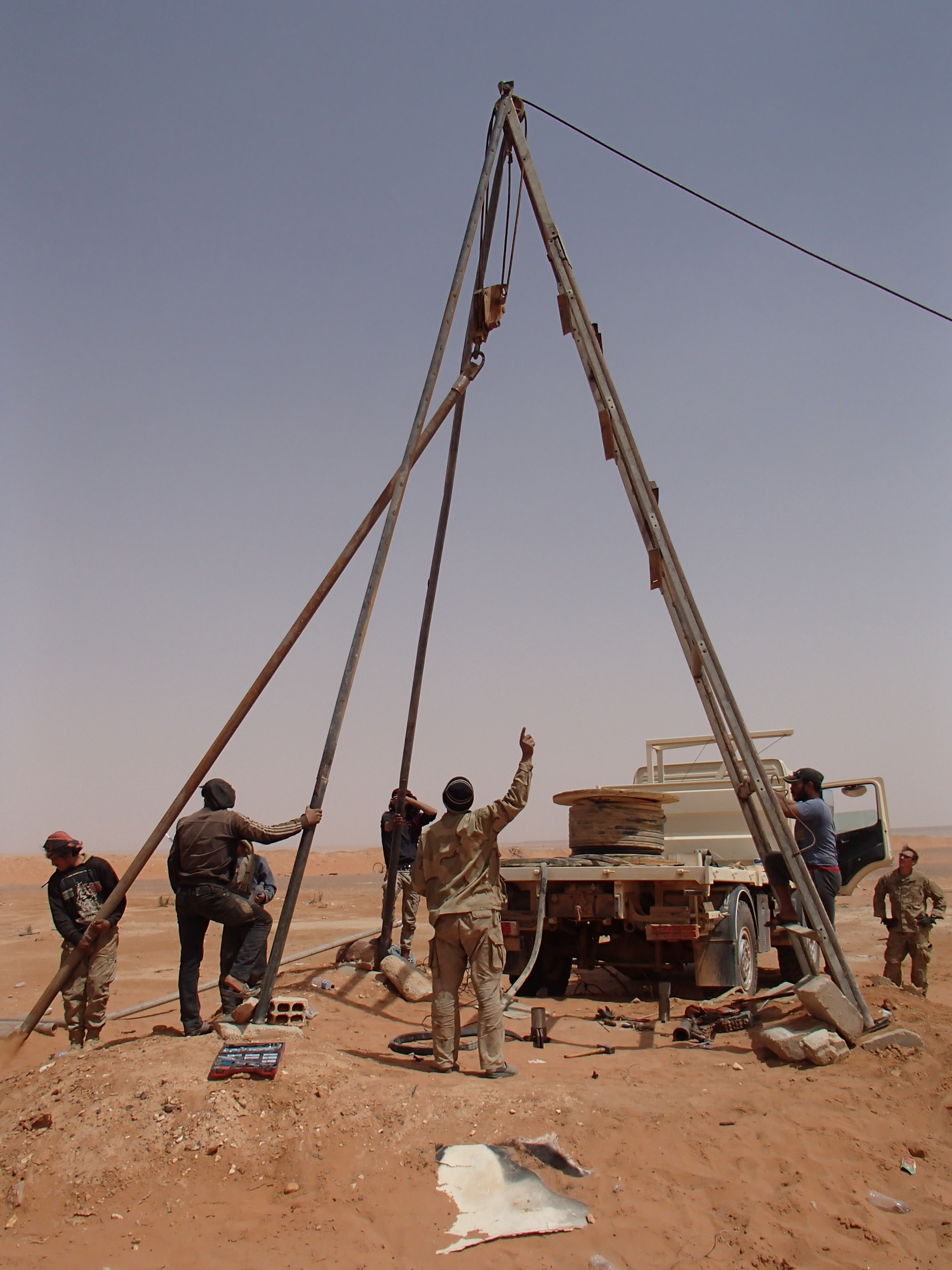
Солдаты Сирийской свободной армии совместно с солдатами армии США ремонтируют скважину в Эт-Танфе

Основанная как расширение бригады Аллаху Акбар перебежчиками Сирийской арабской армии и другими повстанцами во время гражданской войны в Сирии 20 мая 2015 года, Новая сирийская армия стремилась изгнать Исламское государство с юго-востока Сирии. В декабре 2016 года Новая сирийская армия распалась, и остатки группы сформировали Магавир аль-Тавру. В 2022 году она была переименована в Сирийскую свободную армию.